# Тит Квинкций Пен Цинциннат
Тит Квинкций Пен Цинциннат (лат. Titus Quinctius Poenus Cincinnatus) — римский политик и военачальник, консул 431 и 428 годов до н. э., военный трибун с консульской властью в 426 году до н. э.
Сын Луция Квинкция Цинцинната, брат Цезона Квинкция и Луция Квинкция Цинцинната Младшего.
Консул в 431 года до н. э., вместе с Юлием Ментоном. В этот год соединенное войско вольсков и эквов выступило против римлян и встало у Альгида. По словам Ливия, у некоторых авторов есть сообщения, что консулы проиграли сражение при Альгиде, и тогда сенат решил назначить диктатора. По мнению Ливия, диктатора назначили потому, что консулы, ни в чем не согласные друг с другом, не вызывали доверия в качестве военачальников. Решению сената консулы подчиняться отказались, и потребовалось вмешательство плебейских трибунов. Даже после этого Пен и Ментон не могли договориться, кому производить назначение, и только по жребию Тит Квинкций назначил диктатором своего зятя Авла Постумия Туберта.
Вместе с Постумием Пен командовал в большом сражении с вольсками и эквами при Альгиде, отличился при штурме вражеского лагеря и потерял в бою руку. Пока он воевал, его коллега в одиночку освятил храм Аполлона. Пен был очень недоволен и безуспешно жаловался сенату.
Во второй раз был консулом в 428 году до н. э., вместе с Авлом Корнелием Коссом. В этот год вейенты и фиденаты, нарушив перемирие, начали набеги на римскую территорию.
В 426 году до н. э. был военным трибуном с консульской властью, и вместе с Гаем Фурием и Марком Постумием выступил к Вейям, где их армия была разбита. Был назначен диктатор — Мамерк Эмилий Мамерцин, при котором Квинкций стал легатом. В битве при Фиденах командовал засадным отрядом, занявшим перевал в тылу противника, а затем нанесшим ему удар в тыл.
После поражения при Верругине плебейские трибуны, которые не смогли привлечь к суду консула Семпрония, устроили процесс над Квинкцием Пеном и Марком Постумием за поражение под Вейями. Квинкций переложил всю вину на коллегу, уже осуждённого, а сам был оправдан народным собранием ради его прошлых подвигов, памяти его отца и благодаря просьбам Тита Капитолина Барбата.